# Cerro Chaltén
Monte Fitz Roy, též Cerro Chaltén, je hora o výšce 3405 metrů nad mořem, ležící na východ od jihopatagonského ledovcového pole na hranici mezi Argentinou a Chile, v Patagonii, nedaleko vesnice El Chaltén. Hornatá skupina, ke které patří, tvoří jeden z velkých nunataků jižního patagonského ledu. Na argentinské straně se nachází v národním parku Los Glaciares a na chilské straně v národním parku Bernardo O'Higgins.

## Popis

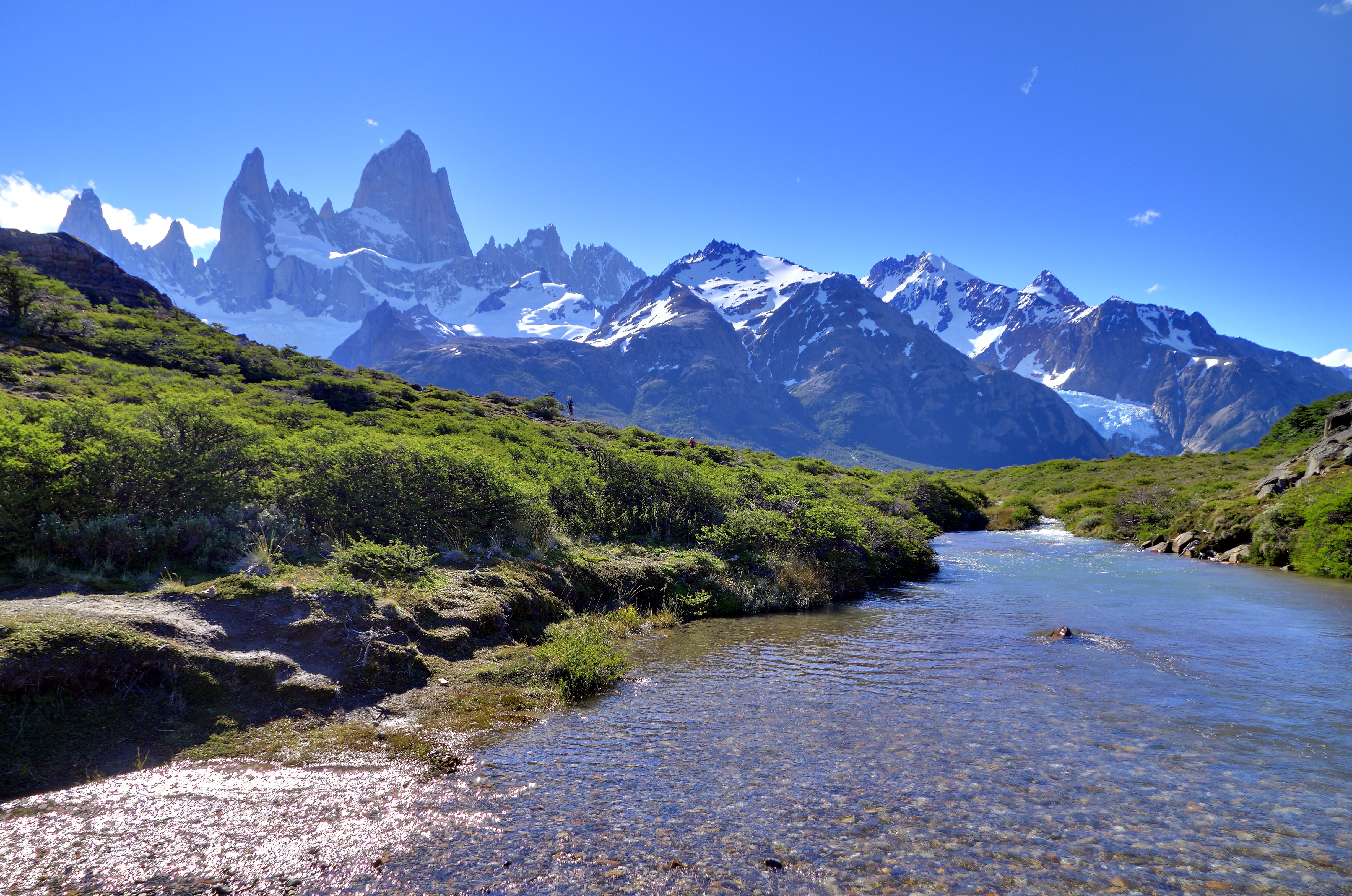
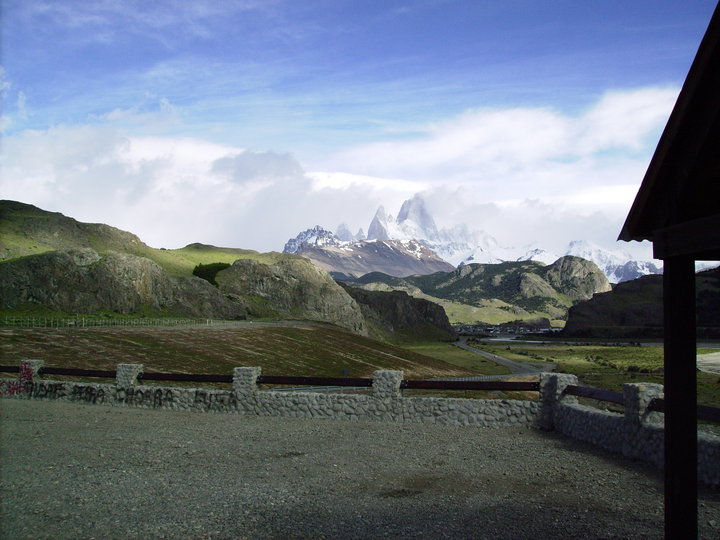
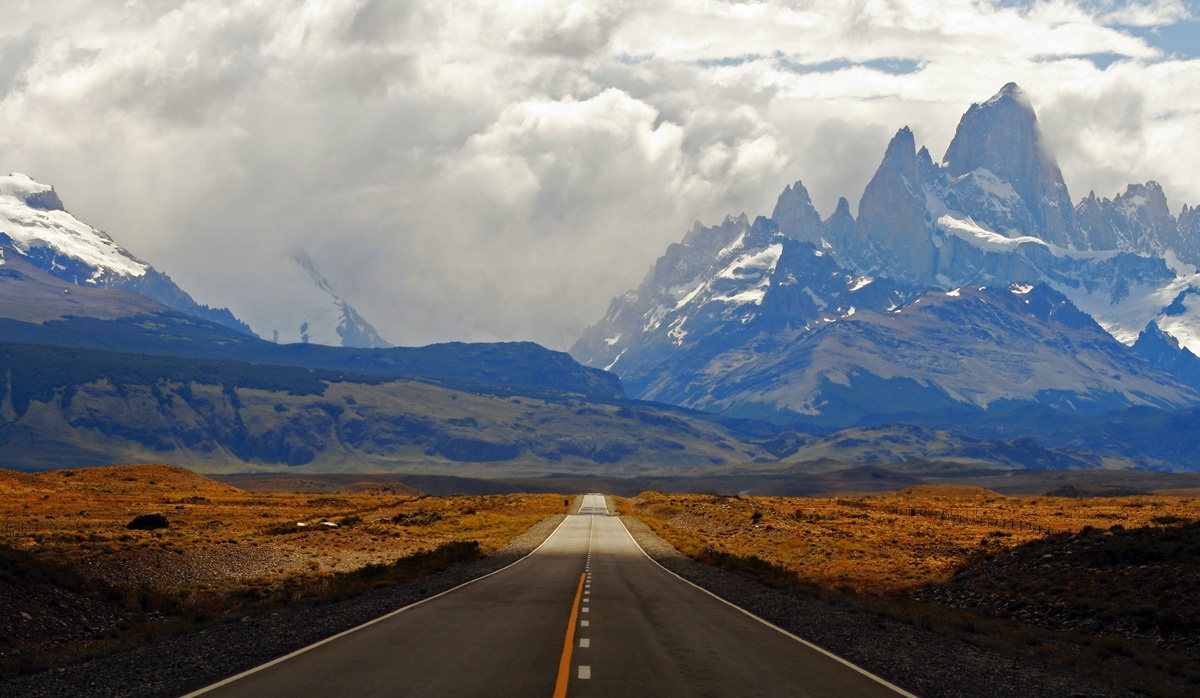
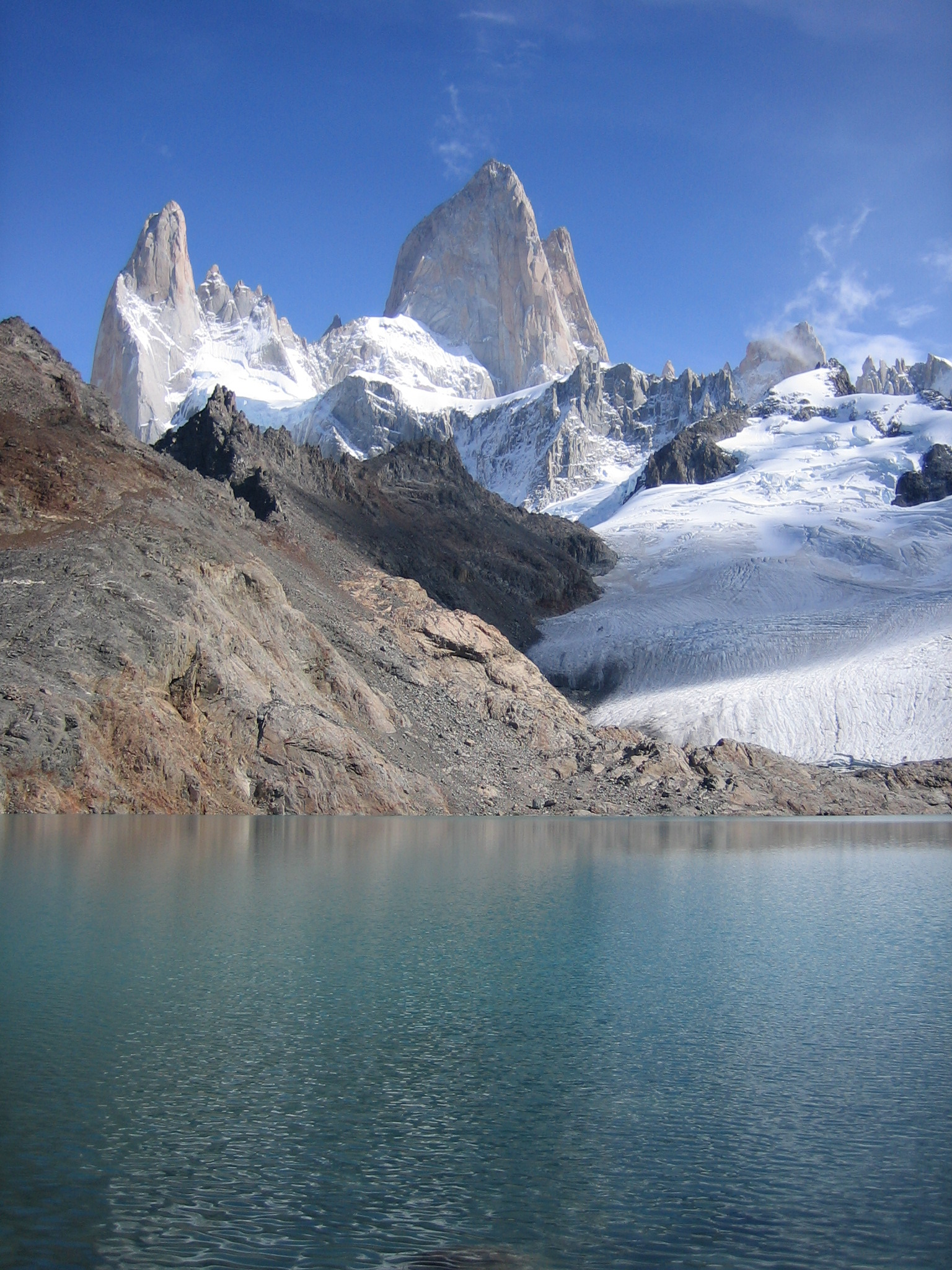

Název Chaltén pochází z mapučského slova znamenajícího „kouřící hora“, protože se nad horou, pokud je vůbec vidět, vytváří oblaka. Hora je také ve znaku Santacruzské provincie.
Název Cerro FitzRoy pochází od Francisca Morena, který ji roku 1877 pojmenoval po Robertu FitzRoyovi. Hora byla poprvé slezena roku 1952 francouzským alpinistou Lionelem Terrayem a Guido Magnonem.
Hora má pověst „nedostupného vrcholu“. Přestože je její výška poměrně nevýznamná, mezi vrcholy Národního parku Los Glaciares je nejvyšší. Její strmé žulové stěny jsou technicky velmi náročné, ročně je hora slezena jen několika málo jednotlivci.
Dnes se region otevírá turistickému ruchu a povědomí o národním parku je také mnohem větší než dříve. Cerro Chaltén svým malebným a majestátním tvarem přitahuje velké množství turistů a fotografů.